# Mutual Film Corporation
Mutual Film Corporation fue uno de los primeros conglomerados estadounidenses dedicados a la cinematografía y es recordado principalmente como los productores de algunas de las comedias más importantes de Charlie Chaplin.
Tiene origen en la Western Film Exchange fundada en Milwaukee, Wisconsin en julio de 1906 por John R. Freuler (1872-1958) y Harry E. Aitken (1877-1956).
En 1912 MFC incluía subsidiarias tales como Keystone Comedies. En 1912, la compañía adquirió Thanhouser Studios. Después de fusionar en 1915 Majestic Motion Picture Company y Reliance Motion Picture Company en la Mutual Film Corporation, hacia 1917 el conglomerado operaba como distribuidora para cuatro estudios cinematográficos subsidiarios en California, tres de ellos del área de Los Ángeles y el otro en Santa Bárbara. Ellos eran Signal Film Corporation, Vogue Films, Inc., Lone Star Film Company and American Film Company. Vogue Films, Inc. operaba un estudio en el boulevar Santa Monica Boulevard y Gower en Los Ángeles produciendo exclusivamente películas de comedia de dos bobinas. 
En 1915, la Corte Suprema de Justicia de los Estados Unidos resolvió en el caso Mutual|Film Corporation vs. Industrial Commission of Ohio que las películas eran un artículo de comercio y no un artículo de arte y que por lo tanto no estaban amparadas por la Primera Enmienda a la Constitución de los Estados Unidos. 
Poco después de esta decisión en las ciudades se comenzaron a aprobar normas prohibiendo la exhibición pública de películas "inmorales", haciendo temer a los grandes estudios cinematográficos que inmediatamente aparecerían regulaciones estatales o federales. Aquellas normas permanecieron vigentes hasta que en el caso Joseph|Burstyn, Inc vs. Wilson en 1952 se declaró que la película es un producto artístico amparado por la garantía de libertad de expresión.
Charles Chaplin había llegado a ser el artista de entretenimiento mejor pagado del mundo cuando firmó contrato con la Mutual Film Corporation en 1916 con un salario de $670,000. Mutual construyó a Chaplin su propio estudio y le permitió total libertad para hacer doce películas de dos bobinas durante un período frucífero de doce meses. Posteriormente Chaplin reconoció a este período como el de la producción más libre e innovadora de su carrera.
Durante 1916 y 1917, the Lone Star Film Company tuvo a Charles Chaplin trabajando en sus estudios de Lillian Way 1025, en Hollywood. Hacia 1919 Mutual Film Corporation cesó la producción. Como muchas de las compañías establecidas en esa época, MFC fue absorbida por corporaciones más grandes, en su caso la Film Booking Offices of America y luego RKO. En 1972, después de 53 años de ausencia, MFC distribuyá una película: Tears of Happiness.
Actualmente hay una compañía, Mutual Film Company que tiene vínculos con la antigua Mutual Film Corporation y usa el logotipo original de esta.

## Filmografía principal
- Treason (1918)
- Her Husband's Honor (1918)
- Who Loved Him Best? (1918)
- Her Second Husband (1917) ...
- American Maid (1917)
- Daughter of Maryland (1917)
- The Railroad Raiders (1917)
- The Girl from Rector's (1917)
- The Girl Who Can Cook (1917)
- Queen X (1917)
- Rehabilitated (1917)
- Uncle Sam's Defenders (1916)
- Admirers Three (1916)
- His Uncle's Ward (1916)
- Grouchy (1916)
- When the Tide Turned (1916)
- His Guardian Angel (1916)
- Within the Lines (1916)
- The False Clue (1916)
- The Turn of the Wheel (1916)
- At Twelve O'Clock (1916)
- The Folly of Fear (1916)
- Father and Son (1916)
- Johnny's Romeo (1916)
- The Other Side of the Door (1916)
- Fighting the War (1916)
- The Deathlock (1915)
- Father and Son (1915/I)
- The Life of General Villa (1914)
- An Accidental Clue (1913)
- The Grand Military Parade (1913)